# Baia Domizia
Baia Domizia (parfois, Baia Domitia) est le nom d'une station balnéaire renommée de la région Campanie. 

## Description
Située à la limite avec le Latium, Baia Domizia, d'une population de moins de 1 000 habitants, est une frazione en partie dans le parc régional de Roccamonfina-Foce Garigliano (it), et depuis 1975, divisée entre  les territoires des communes de Sessa Aurunca et de Cellole. Son nom dérive de l'ancienne Via Domitiana, aujourd'hui Strada statale 7 quater Via Domiziana (it), qui longe une partie du golfe de Gaète.
La plage est d'origine volcanique, née du proche volcan éteint de Roccamonfina (it). 